# Marie Rosché
Marie-Sadio Beatrice Rosché (Saint-Louis, 10 agosto 1987) è un'ex cestista senegalese con cittadinanza statunitense.

## Carriera
Con il Senegal ha disputato i Giochi olimpici di Rio de Janeiro 2016.